# 鲁迦堪布·罗桑丹曲达吉
鲁迦堪布·罗桑丹曲达吉（？—？）民族及籍贯不详，第六世鲁迦堪布。

## 生平
罗桑丹曲达吉是继第五世鲁迦堪布噶桑格勒嘉措之后的第六世鲁迦堪布。其后有第七世鲁迦堪布丹增嘉措。